# EC 코믹스

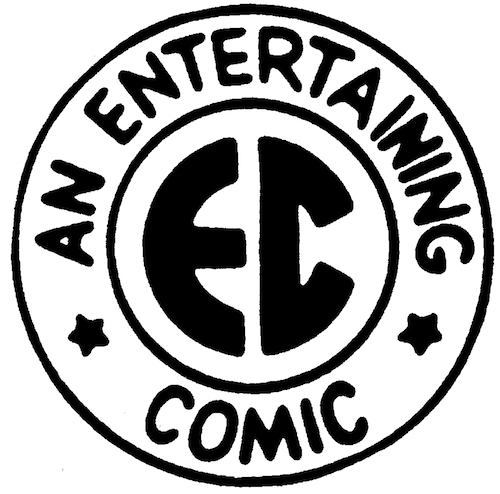

엔터테이닝 코믹스(Entertaining Comics)는 EC 코믹스(-Comics)라는 이름으로 잘 알려진 1940년대부터 1950년대에 걸쳐 범죄, 공포, 풍자, 전기, SF의 분야에서 활동하고 있던 미국의 만화 출판사이며, 이후에는 검열 제도의 압력으로 유머 잡지 《MAD》의 발행에 전념하게 되었다. EC 코믹스는 미국 만화 잡지 업계의 개척자의 한사람 맥스 게인스의 민간 기업이며, 후에 아들 윌리엄 게인스로 이어졌다.